# Time Bomb Recordings
Time Bomb Recordings è un'etichetta discografica statunitense con sede a Laguna Beach, fondata da Jim Guerinot, manager dei Social Distortion nel 1994 con un accordo di distribuzione con Arista Records. Nei sei anni seguenti l'etichetta ha pubblicato artisti etichettabili generalmente nell'alternative rock. Nel 2000, quando l'accordo con la Arista Records terminò, la Time Bomb firmò con BMG Distribution. Al momento l'etichetta pubblica quasi unicamente album dei Social Distortion e di Mike Ness, insieme a ripubblicazioni di album del catalogo. La Time Bomb è ora distribuita da RED Distribution.

## Artisti[2]
- Amazing Crowns
- The Aquabats
- Ball
- Berlin
- Black Days
- Chlorin
- Crumbox
- Death in Vegas
- Disappointment Inc
- The Elevator Drops
- Indigo Swing
- Lionrock
- Litany
- Mike Ness
- No Knife
- Quarashi
- The Reverend Horton Heat
- Screamfeeder
- Peter Searcy
- Social Distortion
- Starling
- Sunny Day Real Estate
- Tenderloin
- The Vandals
- The Waking Hours
- Wellwater Conspiracy

## Compilation[2]
- Hell Comes to Your House
- Idle Hands Soundtrack
- KROQ Acoustic Christmas
- Live at the Hootenanny